# Sonja Albrink
Sonja Vera Albrink født Hansen (21. august 1948 i Amtssygehuset, Give – 27. august 2012) var en dansk politiker, der var medlem af Folketinget for Centrum-Demokraterne fra 1989-2001.
Albrink blev uddannet i skat og revision ved Vejle Kommune i 1967 samt som sekretær fra Sekretærskolen i Århus i 1968. Hun arbejdede som direktionssekretær 1969-1971, som skatterevisor ved Amtsskatteinspektoratet i København 1971-1973, ved Hørsholm Kommunes skatteforvaltning 1973-1977 og ved Amtsskatteinspektoratet i Holte 1977-198l. I 1981 blev hun medlemssekretær hos Centrum-Demokraterne. 
Hun blev opstillet til Folketinget første gang i Juelsmindekredsen i 1982, og blev midlertidigt medlem af Folketinget 7. maj – 13. maj og 30. oktober – 13. november 1984, igen 9. oktober – 27. oktober 1986 og 2. oktober – 2. november 1987. Hun skiftede til Horsenskredsen i 1988 og opnåede valg 17. maj 1989. Sonja Albrink sad i Folketinget frem til 20. november 2001 og var fra 1990 valgt i Koldingkredsen. I Folketinget var Sonja Albrink bl.a. medlem af Retsudvalget, Erhvervsudvalget, Skatteudvalget, Socialudvalget og Miljøudvalget som sit partis ordfører. 
1999 blev hun Ridder af Dannebrog.
Sonja Albrink døde i 2012 og blev bisat fra Helleruplund Kirke.